# 东田庄镇
东田庄镇，是中华人民共和国河北省唐山市丰南区下辖的一个镇，原名东田庄乡，2022年12月撤乡设镇。

## 行政区划
东田庄镇下辖以下地区：
东田庄村、西田庄村、李西街村、李东街村、郭庄子村、付庄子村、刘四辛村、张良庄村、王打刁村、崔庄户村、宋庄子村、韩庄子村、刘木林村、亚庄子村、谷庄子村、么排庄村、西刘良村、新集村、东刘良村、南元庄村、小于庄村、大吴庄村、刘大官村、张柏庄村、大吴庄户村、小吴庄户村和孙茂庄村。